# Piero Cazzola
Piero Cazzola (Torino, 5 ottobre 1921 – Torino, 13 dicembre 2015) è stato uno scrittore e slavista italiano, avvocato di professione, docente di lingua e letteratura russa presso l'Università di Bologna. Nei suoi studi analizzò i rapporti fra Italia e Russia, con particolare attenzione ai Russi in Italia e agli Italiani in Russia, tra gli autori russi si occupò fra gli altri di Zoščenko, Mandel'štam, Gogol e Leskov.

## Biografia
Piero Cazzola nacque a Torino da Ernesto Cazzola, avvocato, e da Ester Coen-Rocca, appartenente all'alta borghesia ebraica veneziana. Lo studio legale Cazzola era stato fondato a Torino nel 1877 dal nonno Luigi, consulente di Casa Savoia per le vertenze civili e penali attinenti alle riserve delle Reali Cacce.
Il padre Ernesto aveva avuto per compagno di scuola il poeta e regista cinematografico Nino Oxilia, di cui era stato fraterno amico. Dopo avere conseguito, nel 1939, la maturità classica presso il Regio ginnasio-liceo Cavour, Piero Cazzola si iscrisse alla facoltà di lettere e filosofia. Tuttavia nel gennaio del 1940 era, in qualità di volontario, alla Scuola Allievi Ufficiali Fanteria di Salerno. Nell'agosto di quell'anno, col grado di ufficiale, fu arruolato nel 91º Reggimento Fanteria della Divisione Superga.
Dal gennaio 1941 fu nel 47º Fanteria della Divisione "Ferrara", impegnato nella guerra in Grecia. Dopo cinque mesi in prima linea sul fronte greco, congedato in seguito alla morte in battaglia del fratello Enzo cui fu conferita la medaglia di bronzo alla memoria, tornò a Torino iscrivendosi alla facoltà di giurisprudenza, avendo, tra i docenti, Luigi Einaudi. Conseguita la laurea in giurisprudenza il 18 dicembre 1942, fu richiamato alle armi, raggiungendo in Sicilia il 420º Battaglione Costiero nell'Agrigentino.
Il fratello Emanuele era già partito per la campagna di Russia, da cui non farà ritorno. Sfuggito alla cattura dei tedeschi dopo l'armistizio dell'otto settembre 1943 e lo sbandamento dell'esercito, sfollato da Torino, per effettuare ricerche sul fratello disperso in Russia iniziò lo studio della lingua russa. Nel 1945 iniziò a collaborare con il giornale del Partito d'Azione (GL) di Franco Venturi, con articoli tratti da traduzioni dal russo.
Iniziò anche la collaborazione con l'editore Frassinelli. In qualità di legale, nel 1965 si sarebbe recato a Milano per concludere, per conto di Frassinelli, la cessione della casa editrice all'Adelphi diretta da Luciano Foà. Nell'immediato dopoguerra fece la conoscenza di Benedetto Croce e Cesare Pavese. Socio del C.A.I., ebbe, tra gli istruttori di arrampicata, i fratelli Revelli, Massimo Mila e Giuseppe Dionisi. Approfondì lo studio della lingua inglese presso il British Institute e poi all'Università di Cambridge.
Amico fraterno di Silvio Curto, egittologo e direttore del Museo Egizio di Torino dal 1964 al 1984, con lui intraprese viaggi all'estero. Pur non abbandonando l'attività legale, dal 1967, iniziò abitualmente a recarsi in Russia per approfondire la conoscenza della lingua russa e allo stesso scopo prese a frequentare l'università tedesca di Königstein.
Dal 1972 al 1991 ricoprì la cattedra di lingua e letteratura russa istituita nel 1972 all'Università di Bologna. Nei suoi studi, Piero Cazzola analizzò i rapporti fra Italia e Russia, con particolare attenzione ai russi in Italia e agli italiani in Russia. Tra gli autori russi, si occupò di Zoščenko, Mandel'štam, Gogol e Leskov. Nel 1981 organizzò, a Bologna e a Padova, insieme a Danilo Cavion, il Convegno internazionale per i 150 anni della nascita dello scrittore Nikolaj Leskov, partecipando poi ad un convegno analogo che si tenne a Parigi, i cui atti furono pubblicati in un numero speciale della Revue des études slaves.
Numerose furono le partecipazioni a convegni internazionali svoltisi in Russia. Inoltre, dalla fine degli anni settanta, si aprì per Cazzola un nuovo filone di ricerche, riguardanti i fratelli Joseph e Xavier de Maistre, in collaborazione con la Société des Amis des Frères de Maistre di Chambéry.
Partecipò alle commemorazioni svoltesi nel 1988 per il IX centenario dell'Università di Bologna. Negli anni novanta, rinvenuti nello studio del padre lettere, fotografie e scritti inediti di Nino Oxilia e Sandro Camasio, li pubblicò sulla rivista "Studi piemontesi". Fece dono dei documenti del padre riguardanti Nino Oxilia al Centro Studi Piemontesi di Torino e alla ricercatrice Patrizia Deabate (che ne ha concesso le immagini per il documentario su Nino Oxilia pubblicato dalla Cineteca di Bologna nel 2014 in dvd con il film Sangue bleu).
Per mezzo secolo Piero Cazzola fu socio della S.P.A.BA. (Società Piemontese di Archeologia e Belle Arti) di Torino; Presidente onorario del C.I.R.V.I. (Centro Interuniversitario di Ricerche sul Viaggio in Italia) di Moncalieri, membro del Comitato Scientifico e del Collegio dei Probiviri del Centro Studi Piemontesi di Torino, socio dell'Associazione Culturale Russkij Mir di Torino.
Nel 2006 a Torino gli fu dedicato il convegno Piero Cazzola – Sessant'anni intorno al pianeta Russia, con interventi di Marina Moretti, Giulia Baselica, Marcello Garzaniti, Emanuele Kanceff, Maria Luisa Dodero, Albina Malerba, Leonid N. Taganov, Nina V. Revjakina, e Sergej Tjapkov.

## Opere

### Traduzioni dal russo
- Nikolaj Leskov, Il pecorone, Torino, Frassinelli, 1946.
- Nikolaj Leskov, La pulce d'acciaio (e altri racconti), Torino, Frassinelli, 1946.
- Nikolaj Leskov, L'angelo suggellato, Torino, Bona, 1962.
- Nikolaj Leskov, Il mancino di Tula e altri racconti, Torino, Paravia, 1962.
- Nikolaj Leskov, I racconti dei “giusti”, Torino, UTET, 1981.
- Nikolaj Leskov, La rapina, Torino, UTET, 1985.
- Nikolaj Leskov, Gli isolani, Bologna, CLUEB, 1968.
- Vladimir Korolenko, Scelta di novelle (poi Racconti di Siberia e Ucraina), Torino, UTET, 1950, rist. 1958 e 1981.
- Nikolaj Golol', Il cappotto (e altri racconti), Torino, Paravia, 1958.
- Lev Tolstoj, Il prigioniero del Caucaso (e altri racconti), Torino, Paravia, 1967.
- Lev Tolstoj, Sebastopoli (e altri racconti), Torino, SEI, 1969.
- Lev Tolstoj, Racconti, favole e piccole storie, testimonianze, Bellinzona, Ist. Edit. Ticinese, 1976.
- Lev Tolstoj, Il “primo” Tolstoj, Bologna, CLUEB, 1985.
- Fëdor Dostoevskij, Quaderni e taccuini 1860-1881, Firenze, Vallecchi, 1980.
- Anton Čechov, Kaštanka (e altri racconti), Torino, Paravia, 1960.
- Aleksandr Puškin, La figlia del capitano, Torino, Paravia, 1964.
- Vladimir Solov'ëv, Filosofia teoretica, Torino, Giappichelli, 1978.

### Saggi critici e relazioni
- L'umorismo del “giovane” Dostoevskij, preannuncio del senso tragico della maturità, “Verifiche”, III/IV, 1974, ora in Scrittori russi nello specchio della critica (XIX – XX secolo), Alessandria, Edizioni dell'Orso, 2005.
- Michail Lomonosov, membro corrispondente dell'Accademia delle Scienze dell'Istituto di Bologna, Atti dell'Accademia Scienze Ist. Bologna, Classe Scienze Morali, Memorie, LXXXII, 1982.
- Per una silloge della critica leskoviana, in “Leskoviana”, Atti convegno internazionale di studi nel 150° della nascita, Bologna, CLUEB, 1982.
- Barbarismi etimologici e parlata di sfoggio dei personaggi di N.S. Leskov e G.G. Belli, “Comparatistica Annuario italiano”, II, 1990.
- L'opera di Gogol' nel quadro romantico europeo. Le influenze italiane, “Strenna dei Romanisti”, 1999.
- Osip Mandel'šta, traduttore russo del Petrarca, “Dynamique d'une expansion culturelle. Petrarque en Europe XIVe-XXe siècle. Actes du XXVIe Congrès international du CEFI”, Turin-Chambéry, décembre 1995, Paris, Champion, 2001.

### Contributi nella collanaL'Italia dei grandi viaggiatori, Ed. Abete, Roma, a cura di F. Paloscia
- Su Venezia: I viaggiatori dell'Est Europeo, 1989.
- Su Genova: Viaggiatori russi a Genova e in Riviera, 1990.
- Sul Piemonte: Viaggiatori russi e dell'Est europeo, 1991.
- Su Milano: Viaggiatori russi e dell'Est europeo, 1992.
- Su Napoli: Viaggiatori russi e dell'Est europeo, 1994.

### Testi sui Russi in Italia
- I Russi a Sanremo tra Ottocento e Novecento – Russkie v Sanremo v period XIX-XX vekov (testo bilingue), Sanremo, Comune di Sanremo, 2005.
- Viaggiatori russi a Torino nell'Ottocento, Torino, Paravia-Gribaudo, 1996.

### Contributi ai convegni nel bicentenario della rivoluzione francese (torino, settembre 1889 – ottobre 1990)
- (Dal Trono all'Albero della libertà). Le dépêches a Pietroburgo del principe Belosel'skij, ambasciatore russo alla Corte di Torino nel 1792-93, Roma, 1991, II.
- (All'ombra dell'Aquila imperiale). P.B. Kozvolskij, ambasciatore russo in Sardegna e a Torino, Roma, 1994, II.

### Testi dei corsi monografici all'Università di Bologna
- Lezioni di storia di letteratura russa (con un'appendice sull'opera di M. Bulgakov), Bologna, CLUEB, 1973.
- Umorismo, satira e grottesco nella letteratura russa (da Gogol' a Zòščenko), Bologna, CLUEB, 1974.
- Commento al "Gore ot uma" di A.S. Griboedov, Bologna, CLUEB, 1977.
- Temi del Seicento russo letterario, Bologna, CLUEB, 1974.

### Contributi a riviste e atti di convegni
- Maestri frjazy di origine piemontese al Cremlino di Mosca, in "Bollettino della Società piemontese di Archeologia e Belle Arti", Torino, XXX-XXXI, 1976-77.
- Torino e la Valle d'Aosta nei Diari giovanili di Leone Tolstoj, in "Studi piemontesi", Torino, VII/1, 1978.
- “Lettere di Crimea”: testimonianze inedite sul combattimento della Čërnaja e l'assedio di Sebastopoli, in "Studi piemontesi", XV/2, 1986.
- Presenze russe in Nizza sabauda (1770–1860), in “Studi piemontesi”, XIX/1, 1990.
- Umberto Zanotti-Bianco e i Russi: filantropia e impegno sociale, in "Studi piemontesi", XXXV/1, 2006.
- Il Concilio ecumenico di Ferrara-Firenze e la Russia, in "Studi e ricerche sull'Oriente cristiano", Roma, V/1, 1982.
- Artisti russi. La luce mediterranea attrae e affascina il paese delle nevi, in "Ottocento n. 22. Cronache dell'arte italiana dell'Ottocento", Milano, 1993.
- Cantanti italiani in Russia nell'età romantica, in "L'Italia nell'Europa romantica Confronti letterari e musicali", Verona, 1993, Monalieri, CIRVI, 1996.
- Eroi e antieroi: dal byronismo di Puškin al simbolismo di Belyi, in "Eroe e personaggio dal mito alla dissoluzione novecentesca, Verona, 1995", Moncalieri, CIRVI, 1998.
- Coïincidences et influences de l'œuvre de Xavier de Maistre sur celle de A.S. Pouchkine, V.A. Joukovsky L.N. Tolstoj, in "Revue des Études Mistriennes", Paris, Le Belles Lettres, 1977.
- Le symbolisme des “nuits blanches”de Saint-Péterbourg: de Joseph de Maistre à F.M. Dostoevsky, in "Revue des Études Mistriennes", Paris, Le Belles Lettres, 1980.
- Immagini storiche motivi ideali di Roma nella poesia di Osip Mandel'štam, in "Roma e Russia nel XX secolo. Rapporti letterari, culturali e artistici", Roma, Villa Mirafiori, giugno 2007, in "Toronto slavic Quarterly", 13.09.2007, University of Toronto.
- Personaggi e pod'pole sociale nell'opera prima di M. Gor'kij, in "Incontro di studio M. Gor'kij", Milano, Palazzo Brera, 2006.
- Piotr Andreevič Tolstoj, diplomatico di Pietro il Grande e il suo viaggio in Dalmazia negli anni 1697–1698, in "La Dalmazia nelle relazioni di viaggiatori e pellegrini da Venezia tra Quattro e Seicento", Roma, Accademia Nazionale dei Lincei, 2007.